# Polnička
Polnička település Csehországban, a Žďár nad Sázavou-i járásban. Polnička Radostín, Žďár nad Sázavou, Račín, Vojnův Městec, Světnov, Škrdlovice és Karlov településekkel határos. Lakosainak száma 805 fő (2024. január 1.).

## Népesség
A település lakosságának változását az alábbi diagram mutatja:
| Lakosok száma | 1182 | 965  | 925  | 716  | 616  | 787  | 816  | 817  | 796  | 805  |
|               | 1869 | 1900 | 1921 | 1961 | 1980 | 2011 | 2016 | 2019 | 2021 | 2024 |